# Steenweg 65 (Utrecht)
Steenweg 65 is het adres van een rijksmonument in het centrum van de Nederlandse stad Utrecht. 

## Beschrijving
Het pand aan de Steenweg dateert uit 1905-1906 en is vormgegeven in jugendstil. Van de architect zijn alleen de initialen bekend: J.H.B. Het ontwerp is gemaakt voor de apotheek/ drogisterij T.P. van der Bergh & Zoon van wie het vorige pand op dit adres in 1905 geheel uitbrandde.
Het gebouw bestaat uit drie bouwlagen plus een kapverdieping. De voorgevel is rijkelijk uitgevoerd waarbij onder meer de pui is voorzien van natuursteen en (tot omstreeks 2015) glas in lood in halfronde bovenlichten. Bovenaan de voorgevel bevinden zich aan weerszijden hoektorentjes. 
Nog in 1974 bevond zich er de drogisterij. Sinds minstens 1981 is het pand in gebruik door een juwelier.